# Abel Youmbi
 (juin 2020).
Pour les articles homonymes, voir Youmbi.
Abel Youmbi est un député de la l'assemblée nationale du Cameroun.

## Biographie

### Carrière
Abel Youmbi est infirmier à la mission protestante de Bangwa. Il est député du Ndé au Cameroun,.